# Арача
Арача је рушевина средњовековне романичке цркве које се налази између Новог Бечеја и Новог Милошева у Србији, тачније 12 km од Новог Бечеја. Године 1948, године је стављена под заштиту као културно добро од изузетног значаја.

## Историја
Арача је изграђена око 1230. године на темељима старије цркве из 11. века. Опљачкана је и уништена 1280, а обновљена 1370. године по налогу краљице Јелисавете Котроманић Анжујске. У тој обнови додат је готски торањ, чији остаци постоје и данас. Претпоставља се да је црква припадала имању које је 1407. године краљ Жигмунд подарио деспоту Стефану Лазаревићу. Касније је припадала деспоту Ђурђу Бранковићу, који ју је поклонио Павлу Бирињију.
Срби су 1551. године одржали скуп у Арачи на којем су донели одлуку да се прикључе Турцима. Године 1551, Турци Османлије су спалили цркву и од тада никада није обновљена.
Село Арача је постојало у 17. веку. Ту су долазили 1660. године калуђери српског манастира Пећке патријаршије да скупљају прилог. Пописани су следећи становници православни Срби: домаћин Вујица (код кога су коначили), Јован, поп Коста, кнез Петар и књегиња Драгиња, Божа Јовин, Дмитар, Огњан и Петар Стојановић.
Конзерваторско-рестаураторски радови на цркви су трајали од 1970. до 1978. године. Радови су вођени од стране завода за заштиту споменика културе у Новом Саду, а водио их је Шандор Нађ, археолог Музеја Војводине у Новом Саду. Археолошке радове је наставио Небојша Станојев, археолог Музеја Војводине. Године 2013. изведени су конзерваторски и археолошки радови на локалитету Араче, у организацији Музеја Војводине и Покрајинског завода за заштиту споменика културе и у оквиру прекограничне сарадње Мађарска-Србија.

## Галерија
- Источна страна
- Западна страна
- Лукови
- Стуб